# Шинджи Кагава
Шинджи Кагава (на японски: 香川 真司) е японски футболист, състезаващ се за Серезо Осака.

## Кариера

### Ранни години
Кагава започва да се занимава с футбол още 5-годишен. От 1994 г. до 1999 играе във ФК Марино, от 1999 до 2001 – ФК Кобе НК, от 2001 до привличането му от Серезо играе във ФК Миаги Барселона (от град Сендай).

### Професионален футбол
Кагава прави дебюта си като професионалист за отбора на Серезо Осака през 2006 г., едва 17-годишен. От 2008 година играе за националния отбор на Япония. За 4 години в Серезо, той изиграва 125 мача в който отбелязва 55 гола и бързо хваща окото на германския Борусия Дортмунд. Играе за германския тим в рамките на две години – сезони 2010 – 11 и 2011 – 12 като на 2 пъти става шампион на Германия и бележи 21 гола за 49 мача. От 1 юни 2012 е играч на английския колос Манчестър Юнайтед.

## Отличия
С националния отбор на Япония
- Купа на Азиатската Футболна Асоциация (AFC Asian Cup) – 2011 г.

С Борусия Дортмунд
- Шампион на Германия – два пъти – 2011 г. и 2012 г.
- Носител на купата на Германия – 2012 г.

## Личен живот
Кагава се прочу с „връзката“ си с японската порнозвезда Амери Ичиносе. В действителност се оказа, че полузащитникът е бил сниман с японската си приятелка, която прилича изключително много на Ичиносе. Това разочарова много хора...